# Leslie Fenwick
Alfred Leslie Fenwick (West Ham, 23 mei 1915 – Northumberland, 1985) was een Engelse voetballer en voetbaltrainer.

## Spelersloopbaan
Fenwick startte in de jeugdopleiding van Newcastle United en via Blyth Spartans belandde hij in 1934 bij Sheffield Wednesday waar hij weliswaar een profcontract had, maar niet verder kwam dan de reserves. In 1939 maakte de rechtshalf de overstap naar Reading waar hij dan eindelijk zijn debuut in het eerste elftal mocht maken. Kort daarop brak de Tweede Wereldoorlog uit die roet in het eten gooide van zijn spelersloopbaan en moest hij het leger in. 

## Trainersloopbaan
Na afloop van de oorlog was Fenwick werkzaam als trainers-instructeur in Noorwegen en in januari 1947 arriveerde hij in Nederland om daar coach te worden van Enschedese Boys. Met de Enschedese eersteklasser behaalde hij in het seizoen 1949/50 het kampioenschap van de Oostelijke Eerste klasse. Na negen jaar keerde de Engelsman in 1956 terug naar zijn geboorteland. Daar overleed Fenwick in 1985.

## Erelijst
Enschedese Boys
| Nationaal                       |    |         |
| Oostelijk kampioenschap voetbal | 1x | 1949/50 |